# Yunli Schreiner

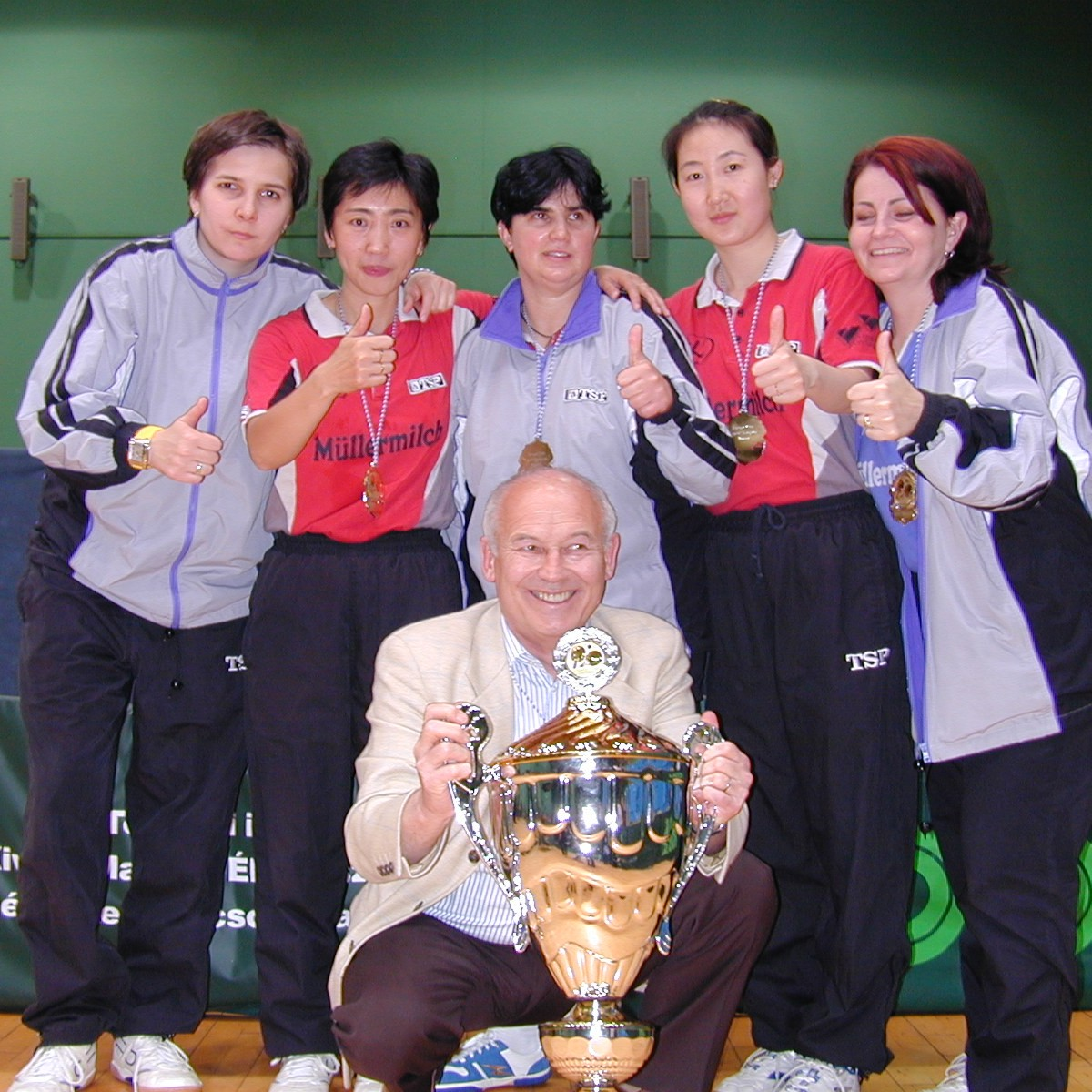
TTC Langweid: Gewinn des Europapokals der Landesmeister 2005, von links nach rechts: Andrea Bakula, Yunli Schreiner, Csilla Bátorfi, Lin Xu und Olga Nemes

Yunli Schreiner – Geburtsname Qiao Yunli – (* 20. Februar 1965 in  Qingdao (China)) ist eine deutsche Tischtennis-Bundesligaspielerin. Mit dem FC Langweid wurde sie sechsmal deutscher Meister, gewann einmal den ETTU Cup und zweimal den Europapokal der Landesmeister, den Vorgänger der heutigen Champions League.
Einige Quellen geben den 23. Februar 1965 als Geburtsdatum an.

## Werdegang
1990 übersiedelte Yunli Schreiner von China nach Deutschland und schloss sich dem Bundesligaverein Rot-Weiß Klettham-Erding an. Mit dessen Damenmannschaft gewann sie 1994, 1997 und 1998 den ETTU Cup.
Im April 1993 heiratete sie den deutschen Tischtennisspieler Ralf Schreiner, den damaligen Bundesligaspieler und Bayerischen Meister. Seit dem 2. August 1995 besitzt sie die deutsche Staatsbürgerschaft.
1998 wechselte sie zum Bundesligisten FC Langweid. Mit diesem wurde sie 1999, 2000, 2001, 2003, 2004 und 2006 deutscher Mannschaftsmeister. 1999 gewann das Team den ETTU Cup, 2004 und 2005 den Europapokal (heute Champions League). Als sich finanzielle Probleme des Vereins abzeichneten schloss sich Yunli Schreiner 2006 dem spanischen Verein Cartagena an. Später spielte sie in Frankreich beim Klub Metz TT, mit dem sie 2018 Europapokalsieger wurde. 2020 wurde sie zusammen mit ihrer Tochter Franziska von TSV Langstadt verpflichtet.

## Tischtennisfamilie
Yunli Schreiner entstammt einer Tischtennisfamilie und heiratete in eine solche hinein. Sie hat noch fünf Geschwister, ihre Schwester Qiao Yunping gewann bei der Weltmeisterschaft 1993 im Doppel, 1995 mit der Mannschaft den Titel, 1996 Silber bei den Olympischen Spielen in Atlanta. Ihr Ehemann Ralf Schreiner (* 1969) war 1993 Bayerischer Meister und Bundesligaspieler. Sohn Florian (* 1995) war Jugendnationalspieler, wurde 2013 deutscher Jugendmeister und spielt mit SC Fürstenfeldbruck in der 2. Bundesliga (Stand 2015). Tochter Franziska nahm 2015 bei den inoffiziellen Europameisterschaften für Nachwuchstalente unter 12 Jahren teil und spielt aktuell (2020) in der Bundesliga.

## Turnierergebnisse
| Verband | Veranstaltung | Jahr | Ort          | Land | Einzel | Doppel        | Mixed | Team |
| ------- | ------------- | ---- | ------------ | ---- | ------ | ------------- | ----- | ---- |
| GER     | Pro Tour      | 2002 | Qingdao City | CHN  |        | Viertelfinale |       |      |